# Straßenradsport-Weltmeisterschaften 1956
Die Straßenradsport-Weltmeisterschaften 1956 fanden am 25. und 26. August in Ballerup, Dänemark statt. 

## Renngeschehen
Der nahe der dänischen Hauptstadt Kopenhagen gelegene 13 Kilometer lange Rundkurs von Ballerup musste von den Berufsfahrern 22 Mal durchfahren werden. Bei kaltem Wetter mit Regen und Wind überstanden nur 28 der 71 gestarteten Fahrer das 285 Kilometer lange Rennen. Die entscheidende Attacke wurde in der 17 Runde gefahren, zwölf Akteuren gelang es, sich vom Feld zu lösen und einen Vorsprung von über zwei Minuten herauszufahren. Die Spitzengruppe wurde dominiert von sechs Belgiern, unter ihnen der Titelverteidiger Stan Ockers. Außerdem waren drei Niederländer, zwei Franzosen und als einziger Italiener Fiorenzo Magni mit von der Partie. Am Ziel machte der Holländer Gerrit Schulte für seinen belgischen Sechstagerennen-Partner Rik Van Steenbergen die Gasse frei, sodass dieser den Spurt vor seinem Landsmann Rik Van Looy gewann. Schulte erspurtete sich den 3. Platz. Der 31-jährige van Steenbergen, der bereits 1949 ebenfalls in Dänemark den WM-Titel gewonnen hatte, benötigte für seinen 1956er-Sieg ein Durchschnittstempo von 38,8 km/h. Von den sechs gestarteten deutschen Fahrern überstanden nur Emil Reinecke als 23. und Horst Backat als 25. das Rennen. Beide erreichten mit einem Rückstand von zwölf Minuten auf den Sieger das Ziel. 
Am Tag zuvor hatten die Amateurfahrer ihren Weltmeister ermittelt. Sie hatten auf dem Rundkurs 194 Kilometer zu bewältigen. Mit einem Rekordtempo von 40,4 km/h erkämpfte sich der 23 Jahre alte Niederländer Frans Mahn den Titel im Spurt vor dem Belgier Norbert Verougstraete. 

## Ergebnisse

### Profis – 285 km
| Platz | Athlet              | Land | Zeit           |
| ----- | ------------------- | ---- | -------------- |
| 1     | Rik Van Steenbergen | BEL  | 7:26:15 h      |
| 2     | Rik Van Looy        | BEL  | 7:26:15 h      |
| 3     | Gerrit Schulte      | NED  | 7:26:15 h      |
| 4     | Stan Ockers         | BEL  | alle 7:26:15 h |
| 5     | Fred De Bruyne      | BEL  | alle 7:26:15 h |
| 6     | Germain Derycke     | BEL  | alle 7:26:15 h |
| 7     | Gerrit Voorting     | NED  | alle 7:26:15 h |
| 8     | Louison Bobet       | FRA  | alle 7:26:15 h |
| 9     | Jacques Dupont      | FRA  | alle 7:26:15 h |
| 10    | Daan de Groot       | NED  | alle 7:26:15 h |
| 11    | André Vlayen        | BEL  | + 0:12 min     |
| 12    | Fiorenzo Magni      | ITA  | + 0:30 min     |
| 13    | André Darrigade     | FRA  | + 2:35 min     |
| 14    | Seamus Elliott      | IRL  | + 2:35 min     |

| Platz | Athlet             | Land | Zeit             |
| ----- | ------------------ | ---- | ---------------- |
| 15    | Fausto Coppi       | ITA  | alle + 2:35 min  |
| 16    | Bernard Gauthier   | FRA  | alle + 2:35 min  |
| 17    | Pierino Baffi      | ITA  | alle + 2:35 min  |
| 18    | Jean Adriaenssens  | BEL  | alle + 2:35 min  |
| 19    | Dave Bedwell       | GBR  | + 6:56 min       |
| 20    | Cleto Maule        | ITA  | alle + 11:58 min |
| 21    | Remo Pianezzi      | SUI  | alle + 11:58 min |
| 22    | Antonio Ferraz     | ESP  | alle + 11:58 min |
| 23    | Emil Reinecke      | GER  | alle + 11:58 min |
| 24    | Jean-Claude Grèt   | SUI  | alle + 11:58 min |
| 25    | Horst Backat       | GER  | alle + 11:58 min |
| 26    | Willem Rusman      | NED  | alle + 11:58 min |
| 27    | Kaj Allan Olsen    | DEN  | alle + 11:58 min |
| 28    | Alessandro Fantini | ITA  | + 15:00 min      |

### Amateure – 194 km
| Platz | Athlet                | Land | Zeit      |
| ----- | --------------------- | ---- | --------- |
| 1     | Frans Mahn            | NED  | 4:47:54 h |
| 2     | Norbert Verougstraete | BEL  | gl. Zeit  |
| 3     | Jan Buis              | NED  | gl. Zeit  |